# Штадіон под Цебратум
«Штадіон под Цебратум» або  Стадіон МФК «Ружомберок» (словац. Štadión pod Čebraťom, Štadión MFK Ružomberok) — багатофункціональний стадіон у місті Ружомберок, Словаччина, домашня арена МФК «Ружомберок».
Стадіон побудований та відкритий 1955 року потужністю понад 20 000 глядачів. У 1998 році старі трибуни було знесено і споруджено нову західну трибуну потужністю 2 536 глядачів. 2006 року споруджено нову східну трибуну потужністю 2 340 глядачів. Встановлено потужність 4 876 глядачів. Протягом 2014—2015 років здійснено реконструкцію арени, у ході якої оновлено системи освітлення, поливу поля та дренажу.